# (147736) Raxavinic
(147736) Raxavinic est un astéroïde de la ceinture principale.

## Description
(147736) Raxavinic est un astéroïde de la ceinture principale. Il fut découvert le 2 juillet 2005 à Mayhill par Robert Hutsebaut. Il présente une orbite caractérisée par un demi-grand axe de 2,91 UA, une excentricité de 0,23 et une inclinaison de 9,4° par rapport à l'écliptique.

## Compléments